# Karl Berg (Politiker, 1828)
Karl Nikolaus Berg, auch Carl Nicolaus Berg (* 28. März 1826 in Frankfurt am Main; † 26. Januar 1887 ebenda) war ein deutscher Politiker in Frankfurt am Main.
Karl Berg war der Sohn des  Militärarztes Johann Gerhard Wilhelm Philipp Berg (1791–1849). Er studierte Rechtswissenschaften und wurde zum Dr. jur. promoviert. Ab 1861 war er Notar in Frankfurt am Main. 1881 wurde er mit dem Titel Justizrat geehrt.
1865 wurde er in den Senat der Freien Stadt Frankfurt gewählt. Dieser wurde jedoch mit der Annexion der Freien Stadt Frankfurt durch Preußen bereits im Folgejahr aufgelöst.
1868–1880 war er Bürgermeister in Frankfurt am Main und 1881 Obmann des Freien Deutschen Hochstifts.